# Syrnola menda
Syrnola menda är en snäckart som beskrevs av Harold John Finlay 1926. Syrnola menda ingår i släktet Syrnola och familjen Pyramidellidae. Inga underarter finns listade i Catalogue of Life.